# MXF
Material eXchange Format (MXF), формат обмена данными — медиаконтейнер для профессионального хранения и обработки видео- и аудиоматериалов. Стандарт описан международной организацией SMPTE. Является кросс-платформенным и поддерживается многими поставщиками программных и аппаратных решений.
Возможности:
- Хранение завершённых работ вместе с их метаданными
- Хранение файлов в формате, допускающем потоковое вещание и просмотр во время передачи
- Создание информации о синхронизации нескольких файлов
- В формате MXF можно хранить данные, сжатые любым алгоритмом

Недостатки:
- Поддержка MXF различными устройствами не означает полной совместимости. Например, устройства могут использовать несовместимые алгоритмы сжатия[3].

## Стандарты MXF
Основные стандарты:
- SMPTE 377M: The MXF File Format Specification (the overall master document)
- SMPTE EG41: MXF Engineering Guide (A guide explaining how to use MXF)
- SMPTE EG42: MXF Descriptive Metadata (A guide explaining how to use descriptive metadata in MXF)

Стандарты метаданных и меток:
- SMPTE 380M: DMS1 (a standard set of descriptive metadata to use with MXF files)
- SMPTE 436M: MXF Mappings for VBI Lines and Ancillary Data Packets
- SMPTE RP210: SMPTE Metadata Dictionary (https://web.archive.org/web/20071006194127/http://www.smpte-ra.org/mdd/index.html )
- SMPTE RP224: Registry of SMPTE Universal Labels